# 常西合口用水
常西合口用水（じょうさいごうくちようすい）は、富山県富山市を流れる用水路。常願寺川左岸（西側）を並走する。農業用水のほか発電用や富山市の水道水源として利用されている。疎水百選に選定されている。

## 歴史
常願寺川の氾濫抑止と富山平野での農業振興用の灌漑用水としてヨハニス・デ・レーケの指導により1893年（明治26年）に完成した。延長13Km、灌漑面積3,300ha。現在では発電用途も担っている。用水に後に増設された北陸電力上滝発電所を取水口とし、大川寺公園のある丘陵地下を隧道で通り抜け、富山地方鉄道上滝線の大川寺駅脇で再び地上に現れ、富山県道15号線の下を潜り、常願寺川および富山県道174号線と並走する。
大川寺駅前には用水開削を記念した水神社が祀られ、河川沿道には桜並木が整備された常西用水プロムナード（常西公園）、殿様林緑地公園、富山霊園・西の番霊園、常願寺川第二・第三発電所などがあり、常西用水土地改良区で分岐し、一方は常願寺川へと戻り、もう一方は流杉浄水場を経て富山の市街地を流れる赤江川に注ぐ。特に常西用水プロムナードには富山市がエネルギー効率改善都市に選定されるきっかけの一つとなった水車によるマイクロ水力発電所がある。

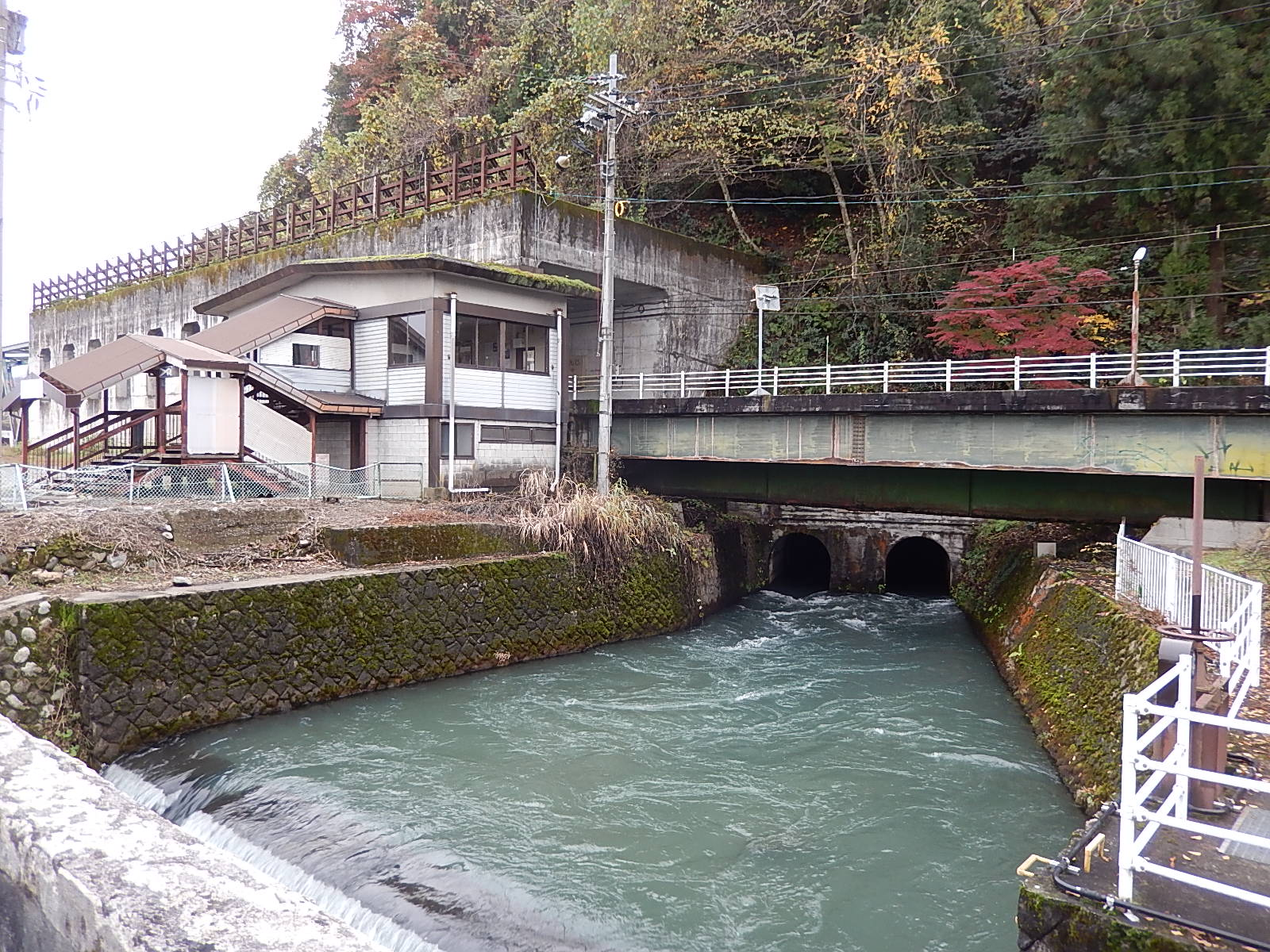
大川寺駅脇の放水口
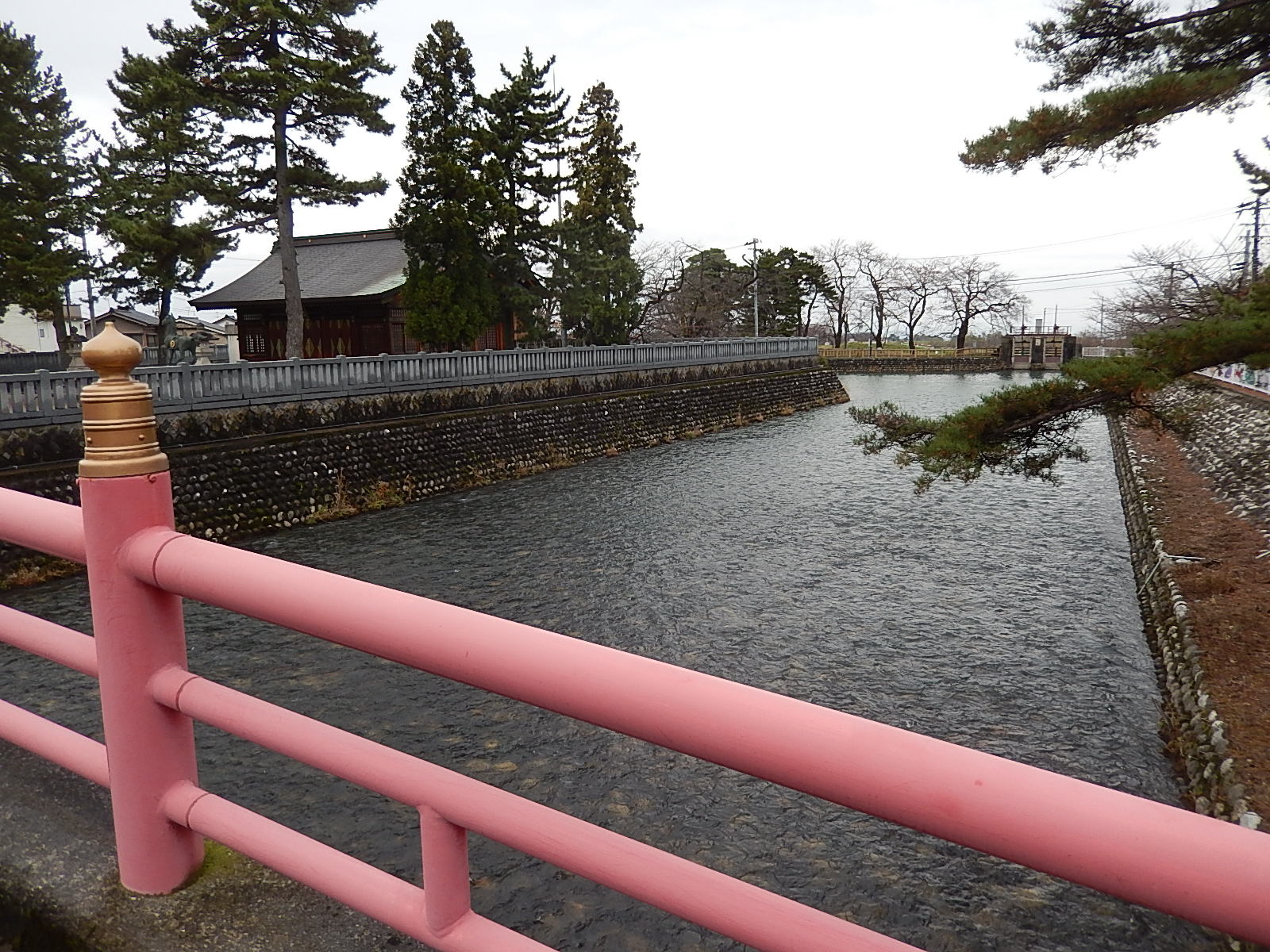
用水脇に建立された水神社
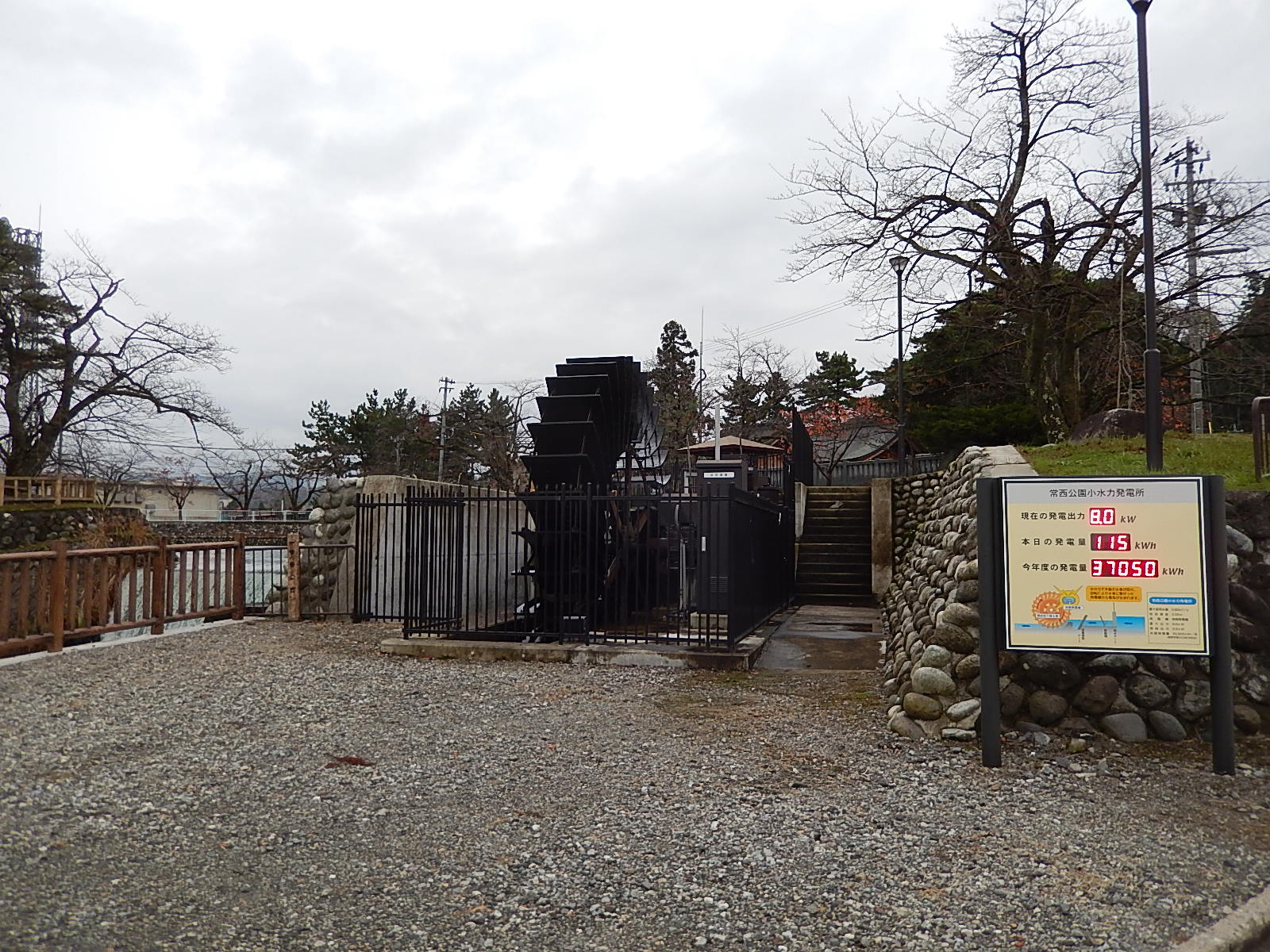
水力発電用水車